# Tory Foster
 (mars 2022).
Si vous disposez d'ouvrages ou d'articles de référence ou si vous connaissez des sites web de qualité traitant du thème abordé ici, merci de compléter l'article en donnant les références utiles à sa vérifiabilité et en les liant à la section « Notes et références ».
Tory Foster est un personnage de la série télévisée Battlestar Galactica, interprété par Rekha Sharma.

## Personnage
Elle devient l’assistante de la présidente des Colonies Laura Roslin après la mort de Billy Keikeya, premier titulaire du poste.
À la demande du colonel Tigh, elle se rapproche de Gaius Baltar pour lui soutirer des informations et vérifier s'il n'est pas le 5e Cylon inconnu. Elle rejoint le groupe des admiratrices de Baltar, avec qui elle couche régulièrement. Quand elle découvre que Cally, la femme du chef Tyrol connaît leurs identités cylonnes elle l'exécute. 
À la fin de la saison 3, elle découvre qu’elle est l’un des cinq derniers cylons avec le chef Tyrol, le colonel Tigh et Samuel Anders. 
Au retour d'Ellen Tigh Tory apprend que dans sa vie antérieure elle était mariée à Galen.
Dans l'ultime épisode de la série, les cinq derniers mettent en commun leurs connaissances afin d'offrir de nouveau la résurrection aux Cylons. Galen découvre alors la vérité au sujet de la mort de Cally et étrangle Tory.